# Akok (Lobo)
Pour les articles homonymes, voir Akok.
Akok  est une localité de la région du Centre au Cameroun, localisée dans la commune de Lobo et le département de la Lekié.

## Localisation
Le village d'Akok est localisé à 3° 16' 0 N de latitude et 11° 10' 0 E de longitude.

## Population
En 1965 Akok comptait 231 habitants, principalement des Eton.

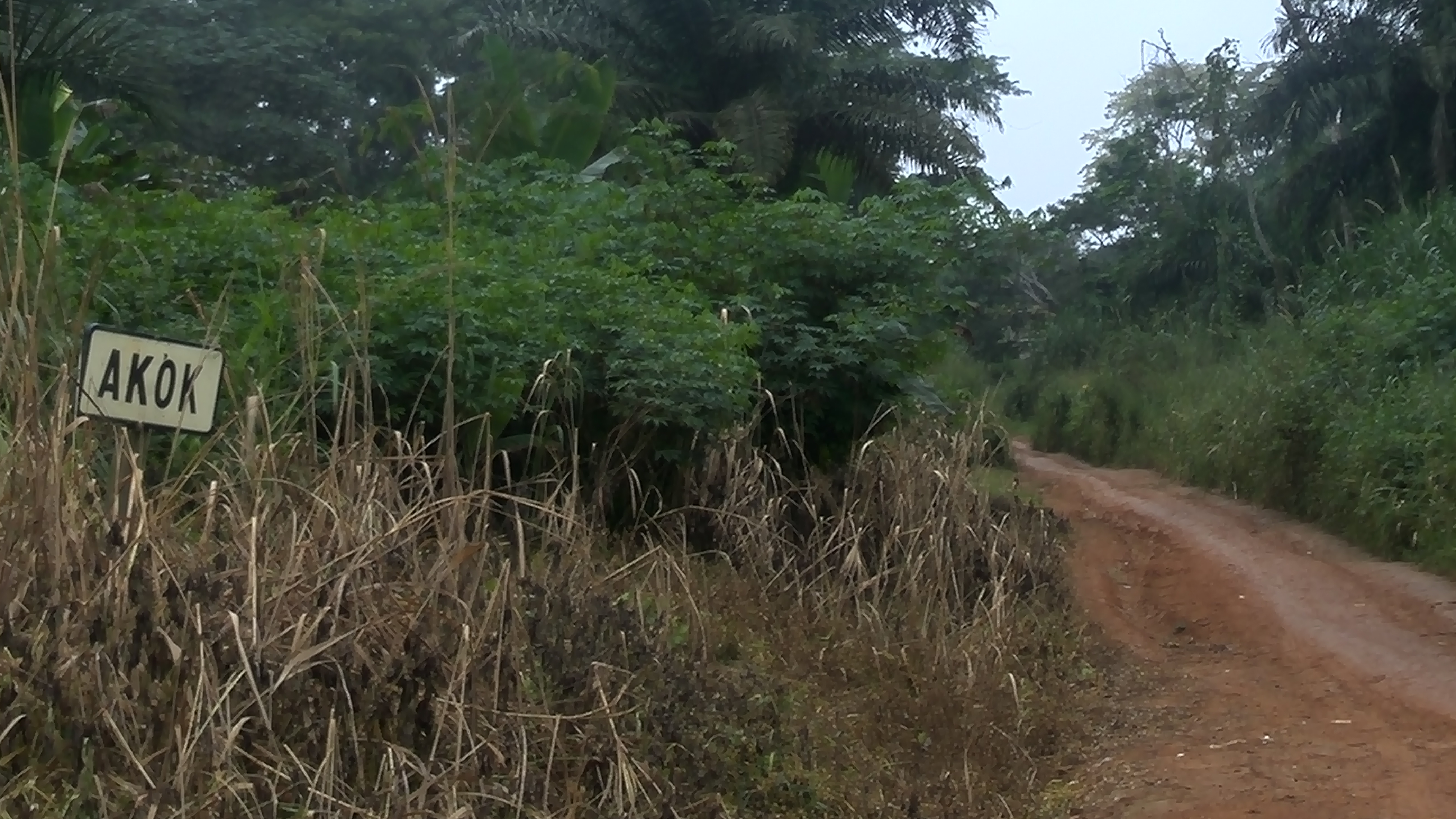
Entrée du village d'Akok
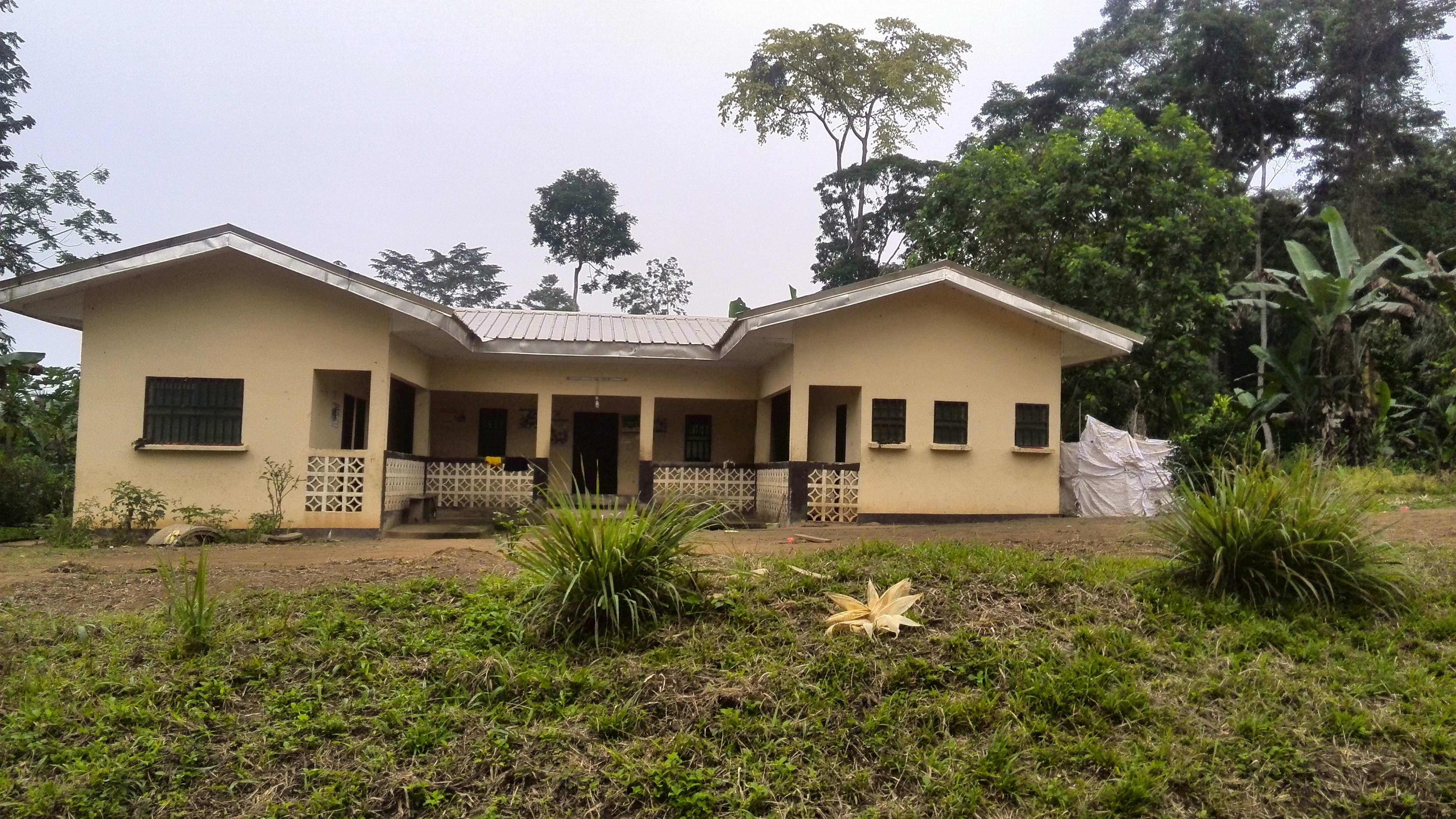
Centre de Santé d'Akok

Lors du recensement de 2005, ce nombre s'élevait à 337.